# Султан Али мирза
Султан Али мирза (1479—1500) — 11-й правитель из династии тимуридов в Мавераннахре (годы правления 1498—1500).

## Биография
Был третьим сыном Султан Махмуд мирзы — третьего сына тимурида Абу Сеида.
В 1496 году была проведена попытка группы заговорщиков привести его к власти в Самарканде. Однако он процарствовал всего лишь два дня. Его брат тимурид Байсункар мирза был помещён в тюрьму, из которой скоро смог бежать. Собрав своих сторонников в городе, он разбил заговорщиков. Султан Али мирза бежал в Бухару, где смог укрепиться.
В дальнейшем он действовал против Байсункар мирзы с союзе с Бабуром
В 1498 году Султан Али мирза, воспользовавшись слабостью Бабура, захватил самаркандский престол. Бабур ушёл в Андижан.
Время правления Султан Али мирзы было неспокойно. Часть знати была недовольна его политикой и экономическим хаосом в стране. По данным источников, представитель знати Мухаммед Мазид тархан был полновластным хозяином в Самарканде. Он захватил все округа для своих сыновей, приверженцев и приспешников; кроме небольшого содержания из доходов города, которое ему назначили, до Султан Али мирзы никакими путями не доходило ни фельса.
В 1500 году Самарканд капитулировал перед Шейбани-ханом, позже Султан Али мирза был казнён.